# (8974) Gregaria
(8974) Gregaria (3357 T-2) – planetoida z pasa głównego asteroid okrążająca Słońce w ciągu 3,25 lat w średniej odległości 2,19 au. Odkryta 25 września 1973 roku.